# 필라델피아 컨벤션 홀 앤드 시빅 센터
필라델피아 컨벤션 홀 앤드 시빅 센터(영어: Philadelphia Convention Hall and Civic Center)는 미국 펜실베이니아주 필라델피아에 위치한 컨벤션 센터이다. 과거 NBA 필라델피아 세븐티식서스, 필라델피아 워리어스와 AHL 필라델피아 파이어버즈, WHA 필라델피아 블레이저스의 홈경기장으로 사용했다.
| NBA 올스타전 개최 경기장 |                             |                                      |
| 1959년                   | 1960년 필라델피아 컨벤션 홀 | 1961년                               |
| 올림피아 스타디움        | 1960년 필라델피아 컨벤션 홀 | 오논다가 카운티 워 메모리얼 콜리시엄 |
|                          |                             |                                      |
|                          |                             |                                      |